# Kazimierz Mikulski

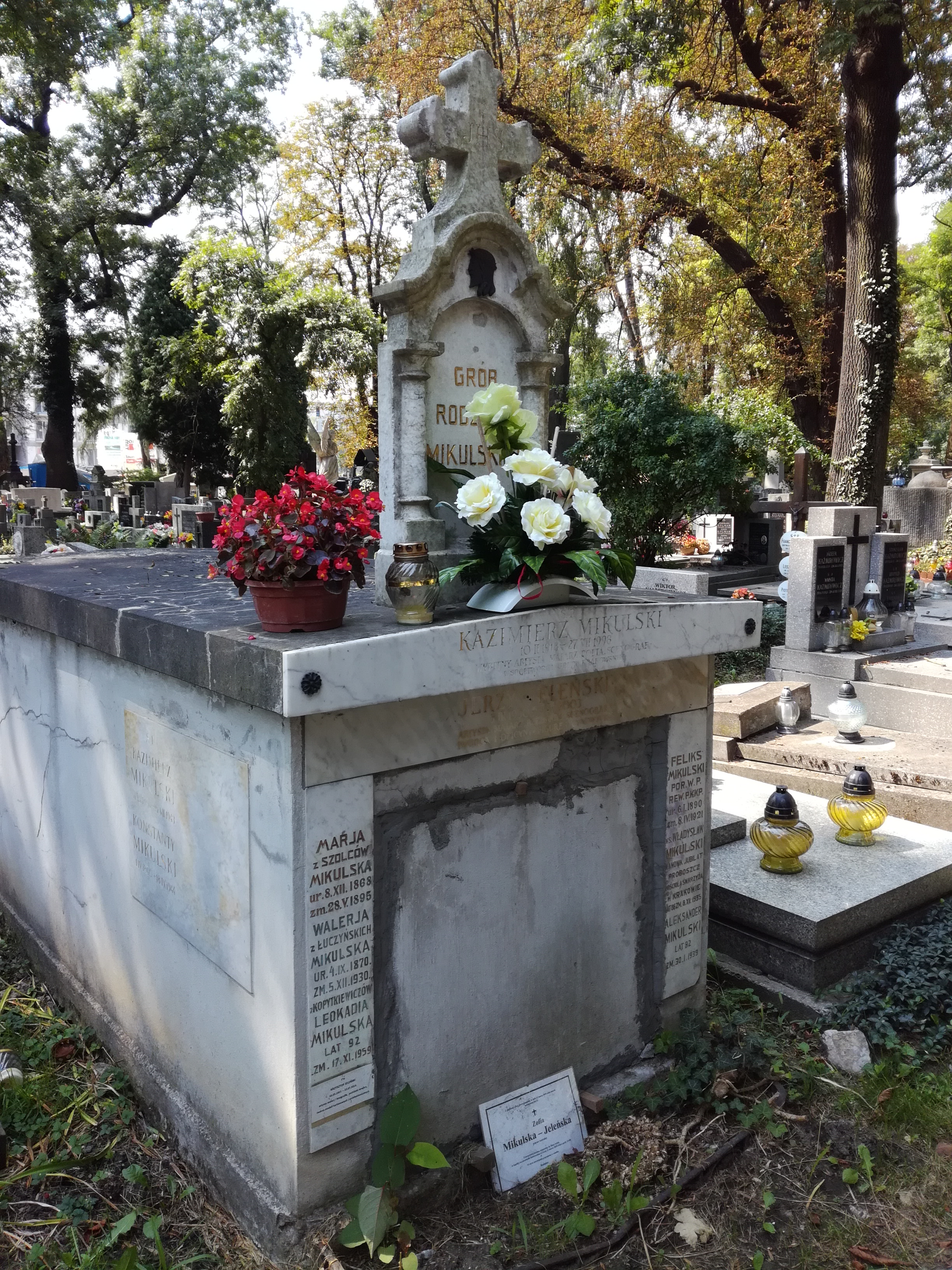
Grób Kazimierza Mikulskiego na cmentarzu Rakowickim

Kazimierz Mikulski (ur. 10 lutego 1918 w Krakowie, zm. 27 lipca 1998 tamże) – bliski surrealizmowi krakowski malarz, scenograf i rysownik.

## Życiorys
Od roku 1938 studiował malarstwo na Akademii Sztuk Pięknych w Krakowie pod kierunkiem Kazimierza Sichulskiego. W okresie okupacji uczył się w Staatliche Kunstgewerbeschule Krakau pod kierunkiem prof. Fryderyka Pautscha. W latach 1945–1946 odbył studia aktorskie w Studiu Dramatycznym przy Starym Teatrze. Występował jako aktor w teatrze Kantora, początkowo w latach okupacji i później w teatrze Cricot 2, którego był współzałożycielem.
W roku 1946 został członkiem Grupy Młodych Plastyków, która została w roku 1957 przekształcona w Grupę Krakowską II. Uprawiał malarstwo i grafikę użytkową. Wiele grafik ukazywało się w krakowskim tygodniku Przekrój. W latach 1948–1979 był scenografem i kierownikiem plastycznym krakowskiego Teatru Groteska. 
W 1979 otrzymał Nagrodę Miasta Krakowa.
Zmarł w Krakowie w wieku 80 lat. Pochowany na cmentarzu Rakowickim w Krakowie (kwatera BC-płn.-6).
Na podstawie ilustracji Kazimierza Mikulskiego do książki Ludwika Jerzego Kerna powstał animowany serial Ferdynand Wspaniały.

## Mikulski w piosenkach
- 1993 - Grzegorz Turnau: Pod światło - teksty utworów „W miasteczku anioły” i „Rzeźbione zmierzchem"
- 1994 - Grzegorz Turnau: Turnau w Trójce - tekst utworu „Rzeźbione zmierzchem"